# Alf (músico)
Alf, nome artístico de Luiz Eduardo Sá, também conhecido como Alf Sá, é um cantor, compositor, multi-instrumentista, e produtor musical brasileiro. Atualmente em fase solo, o músico estudou na Berklee College of Music (Boston, EUA) e foi integrante de algumas das principais bandas de rock do país da geração 1990/2000, tais como: Rumbora, Raimundos, Câmbio Negro e Supergalo. 

## Biografia

### História
Alf começou na capital do país em 1994 com o grupo El Kabong, mas ganhou notoriedade como front-man do Rumbora, de 1997 a 2005, e do Supergalo, de 2006 a 2009. Com as duas bandas, ele gravou quatro CDs, emplacando sucessos nas emissoras de rádio rock e em programas de TV especializados.
Antes de estourar com o Rumbora, Alf foi baixista da última formação do influente grupo de rap-rock Câmbio Negro, com o qual gravou o terceiro e derradeiro álbum Câmbio Negro (1998). Em 2003, ainda no Rumbora, foi convidado a entrar nos Raimundos em substituição a Canisso (que foi tocar no Rodox). Lá, ele permaneceu até montar o Supergalo (com o baterista Fred). 
Com suas bandas, Alf participou de tributos a conceituados artistas nacionais (Arnaldo Baptista, Raul Seixas, Secos e Molhados), lançados em CD e DVD, além de compor uma música inédita para o programa “Tá na área", do canal SporTV. Concorreu aos prêmios mais importantes da indústria musical brasileira, como Video Music Brasil (VMB), da MTV (com seis indicações, sendo duas por “Escolha da Audiência”), Multishow (“Artista Revelação”), Showbizz (cinco indicações, incluindo “Melhor Banda”, “Melhor Música” e “Disco do Ano”), Dynamite, etc.
Excursionou por todo o Brasil e fez turnês internacionais pela América do Sul, Estados Unidos e Europa. Tocou em alguns dos mais importantes festivais do Brasil (incluindo o Rock in Rio 2001) ao lado de bandas como Queens of the Stone Age, Muse, e The Cult, fez shows de abertura para The Hives, Mudhoney e The Mission além de uma jam session com Chad Smith (baterista dos Red Hot Chili Peppers) e Iggor Cavalera (ex-Sepultura). Tocou ainda no Headshrinker Festival 2007, em Munique, e na cidade de Erfurt, ambas na Alemanha.
Compôs, executou e gravou a música-tema do espetáculo “Tira", da companhia brasiliense de comédia “Os Melhores do Mundo”. Compôs para o Rumbora a música "Tá com medo?" em parceria com o ex-Titã Arnaldo Antunes. Participou como baixista do espetáculo “Romeo and Juliet - A Rap Opera”, do projeto beneficente "Save our youth", em Los Angeles, Califórnia, no qual se apresentou nos estúdios das redes de TV americanas NBC e CBS. Fez participações especiais como vocalista, guitarrista, baixista e tecladista em discos de artistas de rock, rap, ska e hardcore. Em 2009, passou temporada na Europa, onde atuou como baixista do grupo Spacedan & The Walkin' Band, em Londres, e como baixista/guitarrista do DJ Rockstar (VJ da MTV tcheca), em Praga.
Um dos fundadores do “Porão do Rock”, um dos mais importantes festivais independentes da América Latina, realizado anualmente desde 1998 em Brasília, assumiu entre 2010 e 2013, a função de diretor artístico e coordenador técnico do evento. Além disso, atuou entre 2010 e 2012 como produtor e DJ das Noites PDR, espaço semanal, realizado no pub brasiliense O'Rilley, dedicado à cena do rock independente com foco nos artistas da capital. Foi também programador musical e um dos apresentadores do Programa PDR, transmitido todas as sextas-feiras, às 17h pela Rádio Transamérica (100,1 MHz) de Brasília e também pelo site da emissora (transanet) de 2012 à 2016.
Em março de 2013 Alf lançou seu primeiro projeto solo. A música "O Sol Saiu", produzida e gravada pelo músico em esquema "banda de um homem só", foi mixada em parceria com Frango Kaos e masterizada por Tim Young (Massive Attack, Metallica, Bjork, entre outros) e tocou nas principais rádios-rock do país além de ter seu videoclipe veiculado diariamente nos principais canais de música (Mtv, VH1, PlayTv! e outros). Em seguida, mais 2 singles foram lançados no mesmo esquema "faça você mesmo": "Guarde um lugar" e "Pra Onda Boa Me Levar". Ambas, com seus riffs e melodias marcantes, rapidamente viraram preferidas dos fãs nos shows. Os 3 singles foram lançados na internet pelo selo Agente Digital. Também em 2013 gravou o dvd ao vivo do Câmbio Negro que seria lançado apenas em 2015.
Em 2015,realiza campanha de crowdfunding e em parceria com os fãs lança no início de 2017 pela gravadora HBB seu primeiro álbum solo. 
Produzido pelo próprio músico com Biu (Rumbora, EraAstros) e mixado e masterizado por Sérgio Soffiatti (Orquestra Brasileira de Música Jamaicana), o álbum “Você Já Está Aqui” é projeto de um homem só com convidados muito especiais. Nomes como Gustavo Black Alien, Fred Castro (Raimundos), PJ (Jota Quest), Luciano Malásia (Ultramen) e revelações da nova cena como Deb Babilônia (Deb & The Mentals), Pedro Souto (Almirante Shiva) e Iuri Rio Branco participam do registro que apresenta uma nova faceta do músico e privilegia um dos seus pontos fortes: o groove.
Em 8 de março de 2019 Alf retoma com Beto as atividades com o Rumbora.
Em 22 de março de 2019 Alf lança o single "Freio de mão". Resultado de suas experiências com o formato Live PA, o single é uma releitura da canção de mesmo nome do 3º álbum do Rumbora (Trio Elétrico) e vem influenciado por estilos como o Dubstep, o Trap, a Rasteirinha e o Funk.
Em 18 de abril O Rumbora inicia uma turnê em homenagem aos 20 anos do 1º álbum (71) com 2 shows no Sesc 24 de maio em São Paulo em sessão dupla (2 shows seguidos no mesmo dia), ambos com ingressos esgotados.

## Discografia

### El Kabong
| Ano  | Título                                                                                        |
| 1994 | El Kabong - Espiral (Demo-Tape)                                                               |
| 1995 | El kabong - II (Demo-tape)                                                                    |
| 1996 | El Kabong (CD demo)                                                                           |
| 1996 | Onde é que está o meu Rock'n'Roll? Tributo à Arnaldo Baptista (Os Mutantes) Faixa: The Cowboy |
| ---- | --------------------------------------------------------------------------------------------- |

### Câmbio Negro
| Ano  |  | Título                           |
| ---- |  | -------------------------------- |
| 1998 |  | Na mira da sociedade (coletânea) |
| 1999 |  | Cãmbio Negro                     |

### FM's Band
| Ano  | Título                        |
| ---- | ----------------------------- |
| 1999 | Cerrado All-Stars (coletânea) |

### Rumbora
| Ano  | Título                                                      |
| ---- | ----------------------------------------------------------- |
| 1999 | 71                                                          |
| 1999 | Tá na área - Futebol Pop (coletânea) Pereba (faixa inédita) |
| 2000 | Exército Positivo e Operante                                |
| 2004 | Trio Elétrico                                               |

### Raimundos
| Ano  | Título                                      |
| ---- | ------------------------------------------- |
| 2003 | Assim Assado - Tributo ao Secos e Molhados  |
| 2004 | O Baú do Raul - Uma homenagem à Raul Seixas |

### Supergalo
| Ano  | Título             |
| ---- | ------------------ |
| 2007 | European Tour - EP |
| 2008 | Supergalo          |

### Alf (solo)
| Ano  | Título                         |
| ---- | ------------------------------ |
| 2013 | O sol saiu (single)            |
| 2013 | Pra onda boa me levar (single) |
| 2013 | Guarde um lugar (single)       |
| 2016 | Você já está aqui (single)     |
| 2017 | Você Já Está Aqui (álbum)      |
| 2019 | Freio de mão (single)          |

### Participações especiais
| 1994 | Rap & Rock de 94 mixagem, baixo, guitarra, percussão, produção                                           |
| 1994 | Little quail and The Mad Birds - lírou quêiol en de méd bãrds (1994) teclados, cinzeiro e backing vocals |
| 1996 | Little quail and The Mad Birds - A primeira vez que você me beijou backing vocals                        |
| 1996 | D.F.C. - Igreja Quadrangular do Triângulo Redondo baixo, coro                                            |
| 1997 | Boi Mamão - Ska Brasil (coletânea) - Eu gosto é de mulher backing vocals                                 |
| 1999 | Skuba - À moda antiga - Rainha da praia voz                                                              |
| 2002 | DJ Marcelinho - Riscando um baixo, guitarra                                                              |
| 2011 | Eskimo - F.I.B. - Harbolita teclados, samples                                                            |

## Videografia
- Câmbio Negro - Sub-Raça (ao vivo) (1996)
- Rumbora - Chapírous (1999)
- Rumbora - Skaô (1999)
- Rumbora - Pereba (1999)
- Rumbora - O mapa da mina (2000)
- Rumbora - Veste o uniforme (2001)
- Raimundos - Joey (2003)
- Rumbora - Freio de mão (2004)
- Raimundos - Não pare na pista (ao vivo "O Baú do Raul") (2004)
- Raimundos - Sol e lua (2005)
- Supergalo - Bombando em Bagdá (2008)
- Alf - O sol saiu (2013)
- Câmbio Negro (DVD ao vivo)
- Alf - Pra onda boa me levar (2015)
- Alf Sá - Mandinga (Live @Solar Maximum)
- Alf Sá - Freio de mão (Live PA - ao vivo no Centro Cultural Rio Verde)